# 凱拉瓦

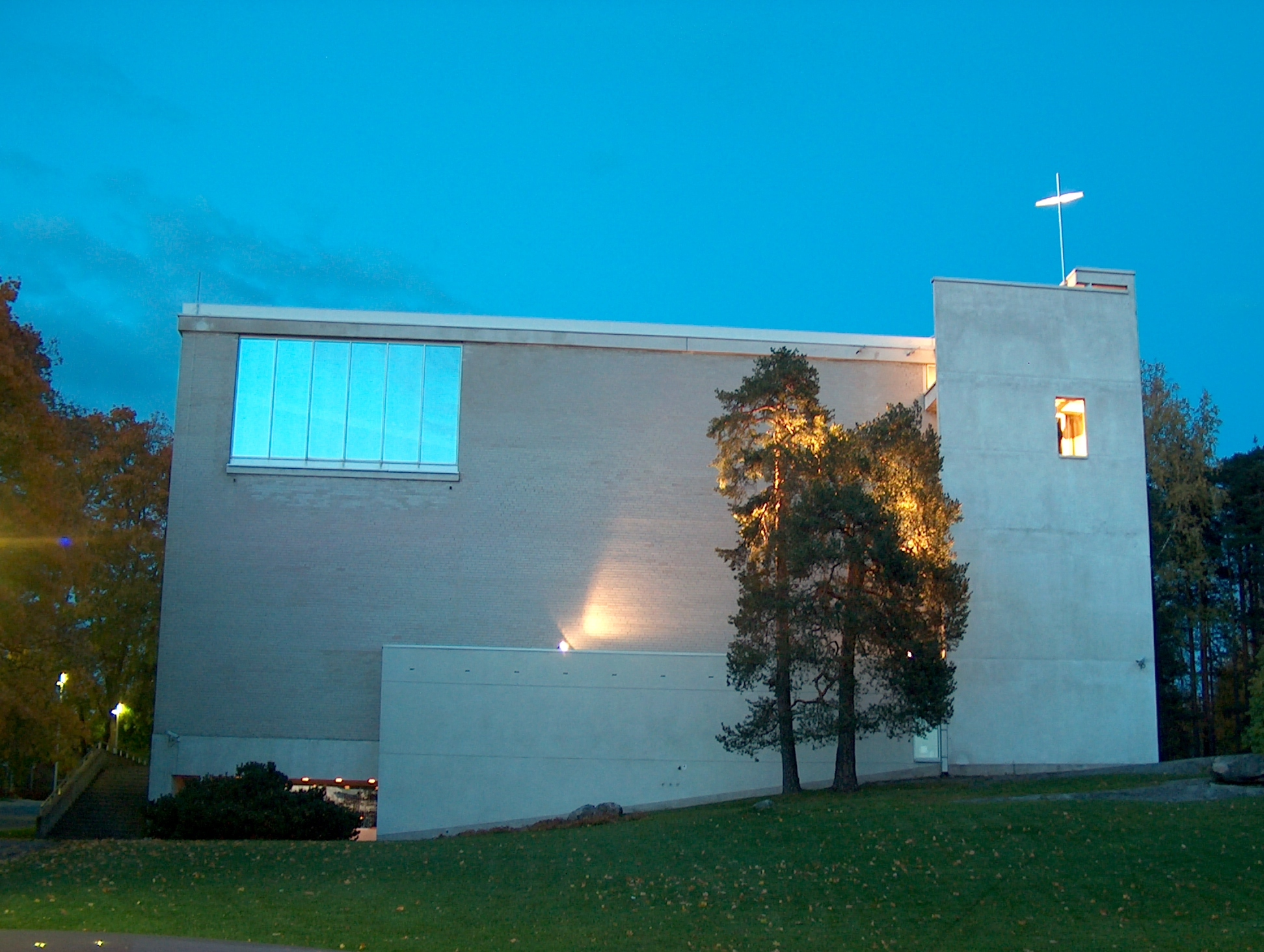
凯拉瓦教堂

凱拉瓦（芬蘭語：Kerava）是芬蘭新地區的市鎮，位於該國南部，距離首都赫爾辛基約27公里，面積30.79平方公里，2012年人口34,540，其中約95%居民的母語是芬蘭語。

## 外部連結
- 官方网站 （文）